# Jan Dirk Harke
Jan Dirk Harke (* 1969 in Düsseldorf) ist ein deutscher Jurist und Lehrstuhlinhaber für Bürgerliches Recht, Römisches Recht und Europäische Rechtsgeschichte an der Friedrich-Schiller-Universität in Jena. Er war bis 2016 Richter am Oberlandesgericht Nürnberg.
Harke studierte von 1991 bis 1994 Rechtswissenschaft an der Albert-Ludwigs-Universität in Freiburg, wo er nach dem Ersten Staatsexamen als Assistent am Lehrstuhl von Joseph Georg Wolf tätig war. Auf das Referendariat am Landgericht Freiburg folgten 1998 das Zweite Staatsexamen und die Promotion. Harkes Doktorarbeit über die Methode des berühmten römischen Juristen Publius Iuventius Celsus wurde mit dem Preis der Dr. Georg-Rössler-Stiftung im Verein der Rechtsanwälte beim Bundesgerichtshof ausgezeichnet.
Von 1998 bis 2000 war Harke als angestellter Rechtsanwalt im Berliner Büro einer großen internationalen Kanzlei tätig. Anschließend fertigte er als Habilitationsstipendiat der Deutschen Forschungsgemeinschaft und unter Betreuung von Ulrich Manthe (Passau) eine Habilitationsschrift über den Irrtum im klassischen römischen Vertragsrecht an. Die Habilitation durch die Juristische Fakultät der Universität Passau erfolgte im Januar 2003.
Im Wintersemester 2002/03 war Harke als Lehrstuhlvertreter an der Universität Regensburg tätig, bevor im Mai 2003 der Ruf an die Julius-Maximilians-Universität Würzburg erging. Im Jahre 2016 nahm er einen Ruf an die Friedrich-Schiller-Universität Jena an.  Dort war er von Oktober 2022 bis Mai 2023 Dekan der rechtswissenschaftlichen Fakultät. Seit 2025 ist Harke Mitglied der Sächsischen Akademie der Wissenschaften.